# NGC 2574
NGC 2574 è una galassia a spirale situata nella costellazione dell'Idra, a una distanza di circa 151 milioni di anni luce dalla nostra Via Lattea.

## Scoperta
La galassia è stata scoperta nel 1886 dall'astronomo statunitense Ormond Stone.

## Descrizione
Il sito NASA/IPAC la classifica come galassia a spirale barrata (SB(rs)ab), ma nelle immagini non sembra esserci evidenza della barra centrale. Nelle stesse immagini NGC 1574 appare affiancata da una piccola galassia vista di taglio, PGC 152175. Tuttavia la velocità di recessione di quest'ultima è molto superiore (13685 km/sec) e pertanto è un oggetto che si trova a una distanza considerevolmente maggiore dalla nostra Via Lattea. Le due galassie formano pertanto solamente una coppia visuale. 
NGC 2574 ha una classe di luminosità I-II e presenta una larga riga a 21 cm dell'idrogeno neutro.